# Вишње (Ајдовшчина)
Вишње је насеље у општини Ајдовшчина, покрајини Приморска која припада Горишкој регији у Републици Словенији.
Насеље површине 2,75 км², налази се на надморској висини од 713,4 метра У насељу према попису из 2002. живи 170 становник.